# Szejsetkilovolt
Szejsetkilovolt – drugi album polskiego producenta DJ 600V wydany w 1999 roku.
Pochodzący z albumu utwór pt. „Nie jestem, kurwa, biznesmenem” znalazł się na liście „120 najważniejszych polskich utworów hip-hopowych” według serwisu T-Mobile Music.

## Lista utworów
1. „Wjazd”
2. Juchas/Numer Raz – „93...94”
3. Fu – „Agresja”
4. 17 – „Na dachu bloku”
5. Vienio/Pele – „Byłem tam”
6. „Obrót”
7. Jajonasz, Gano, Grubas – „Nie jestem, kurwa, biznesmenem”
8. Kapeć/Eskobar – „Dla ulicy”
9. Mieron/Jędker/Filon – „THC, beat i rym”
10. Chada – „Działam po swojemu”
11. Inespe/M.A.D. – „Bitwa”
12. Tede – „Świat zwariował w 23 lata”
13. Kaczy/Pele – „Więź przyjaźni”
14. ZIP Skład – „Uszanuj”
15. V.E.T.O./Gracek – „Co ma być to będzie”
16. „Krok”
17. Deus – „Miasto pod napięciem”
18. Wzgórze Ya-Pa 3 – „Konfrontacje 99"
19. Płomień 81 – „Mieszkam w mieście”
20. Da Dope Clan – „Nasz Kamuflaż”
21. „Sprawdź”
22. 17 – „Na dachu bloku” (Remix)